# McQuin Baron
McQuin Baron (* 27. Oktober 1995 in Laguna Beach, Kalifornien) ist ein ehemaliger Wasserballspieler aus den Vereinigten Staaten. Er gewann einmal mit dem Team der Vereinigten Staaten bei den Panamerikanischen Spielen.

## Karriere
Nach seinem Abschluss an der Mater Dei High School studierte der 2,06 Meter große McQuin Baron an der University of Southern California und spielte für deren Sportteam, die USC Trojans.
2013 belegte er mit dem US-Team den fünften Platz bei den Juniorenweltmeisterschaften. Ab 2014 war er in der US-Nationalmannschaft aktiv, bis 2016 als zweiter Torhüter hinter dem 1977 geborenen Merrill Moses. Auch bei den Panamerikanischen Spielen 2015 bildeten Moses und Baron das Torhütergespann. Das US-Team siegte im Finale mit 11:9 gegen Brasilien. Kurz darauf bei der Weltmeisterschaft 2015 in Kasan bezwang die Mannschaft aus den Vereinigten Staaten im Achtelfinale die Brasilianer und unterlag dann im Viertelfinale den Serben. Die Mannschaft wurde schließlich Siebte. Zum Abschluss seiner aktiven Laufbahn war Merrill Moses beim olympischen Wasserballturnier 2016 in Rio de Janeiro dabei. Nach zwei Siegen und drei Niederlagen in der Vorrunde schied die Mannschaft aus und belegte den zehnten Rang. Moses wirkte in vier Partien mit, Baron in drei Spielen. Nach dem Rücktritt von Moses bildete Baron bei der Weltmeisterschaft 2017 ein Torhüterduo mit Drew Holland. Als Letzte ihrer Vorrundengruppe konnten die Spieler aus den Vereinigten Staaten nur um die Plätze 13 bis 16 mitspielen und erreichten dann den 13. Rang. 2018 beendete Baron seine internationale Wasserballkarriere.